# Чеджудо (остров)

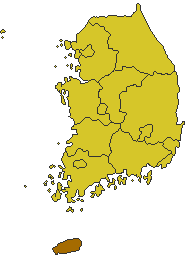
Карта расположение острова

О́стров Чеджу́, Чеджудо́ (кор. 제주도, 濟州島, Чеджу-до) — крупнейший южнокорейский остров вулканического происхождения на юго-западе от Корейского полуострова между Жёлтым и Восточно-Китайским морями.
Расположен в Корейском проливе к юго-западу от провинции Чолла-Намдо, частью которой Чеджу являлся до 1946 года. Был известен европейцам под названием Квельпарт.
Входит в состав особой автономной провинции Чеджу с центром в городе Чеджу. Имеет площадь 1825,5 км², что составляет чуть более 1,8 % от всей площади Южной Кореи. Наивысшая точка — 1947 метров. По состоянию на октябрь 2022 года, население Чеджу составило 678 324 человек.
Был центром государства Тамна до его аннексии Кореей в 1404 году.

## Названия
В корейском языке до — фонетическая транскрипция китайских иероглифов «остров» (島) и «провинция» (道). Таким образом, название Чеджудо может обозначать как остров, так и административную единицу. Таблица ниже также включает названия административного центра провинции Чеджудо.
| Русский           | Официальное название   | Хангыль        |
| Чеджу (остров)    | Чеджудо                | 제주도         |
| Чеджу (провинция) | Чеджу тхыкпёль чачхидо | 제주특별자치도 |
| Чеджу (город)     | Чеджу-си               | 제주시         |

Ниже перечислены исторические названия острова:
- Тои (도이, 島夷)
- Тонёнджу (동영주, 東瀛州)
- Чухо (주호, 州胡)
- Тхаммора (탐모라, 耽牟羅)
- Сомна (섭라, 涉羅)
- Тханна (탁라, 竣羅)
- Тхамна (탐라, 耽羅)

## История
Чеджу был образован вулканическими извержениями примерно два миллиона лет назад в эпоху плейстоцена, а примерно со времён раннего неолита на остров заселился человек.

### Государство Тамна
До 15 века остров был центром королевства Тамна. О ранней истории острова не было найдено исторических записей. Одна легенда рассказывает, что три божественных основателя страны Тамна — Ко (고), Ян (양) и Пу (부) — создали его, выйдя из трёх отверстий в земле в 24 веке до нашей эры. Эти отверстия, известные как Самсонхёль (삼성혈), до сих пор сохранились в городе Чеджу.
Остров был независимым королевством под названием Тамна (что буквально означает «островная страна»). В 938 году нашей эры Чеджу потерял независимость, став васалом Кореи под руководством династии Корё. В апреле 1330 года, в разгар политических чисток эпохи Юань, последний император династии Тогон-Тэмур был отправлен в изгнание на этот отдалённый остров. В 1404 году Тхеджон ван Чосона установил над островом жёсткий централизованный контроль и положил окончательный конец королевству Тамна.

### Восстание Чеджу
С апреля 1948 году по май 1949 году на острове происходило восстание Чеджу, во время которого было убито около 30 000 человек, а 40 000 бежали в Японию. Рабочая партия Южной Кореи (WPSK) начала восстание против правительства в апреле 1948 года. Оно было жестоко подавлено южнокорейским режимом Ли Сынмана.
В 2003 году Национальный комитет по расследованию правды об инциденте в Чеджу 3 апреля назвал это событие геноцидом. Комиссия проверила данные об 14 373 убитых во время восстания, и выяснилось, что 86 % были убиты силами безопасности, а 14 % — повстанцами. Комиссия оценила общее число погибших приблизительно в 30 000. Другие источники оценивают число убитых в 80-100 тысяч. Акт упоминания трагедии карался правительством Южной Кореи избиением, пытками и суровыми тюремными приговорами до середины 1990-х годов, после чего правительство Южной Кореи наконец признало факт подавления восстания.

## География

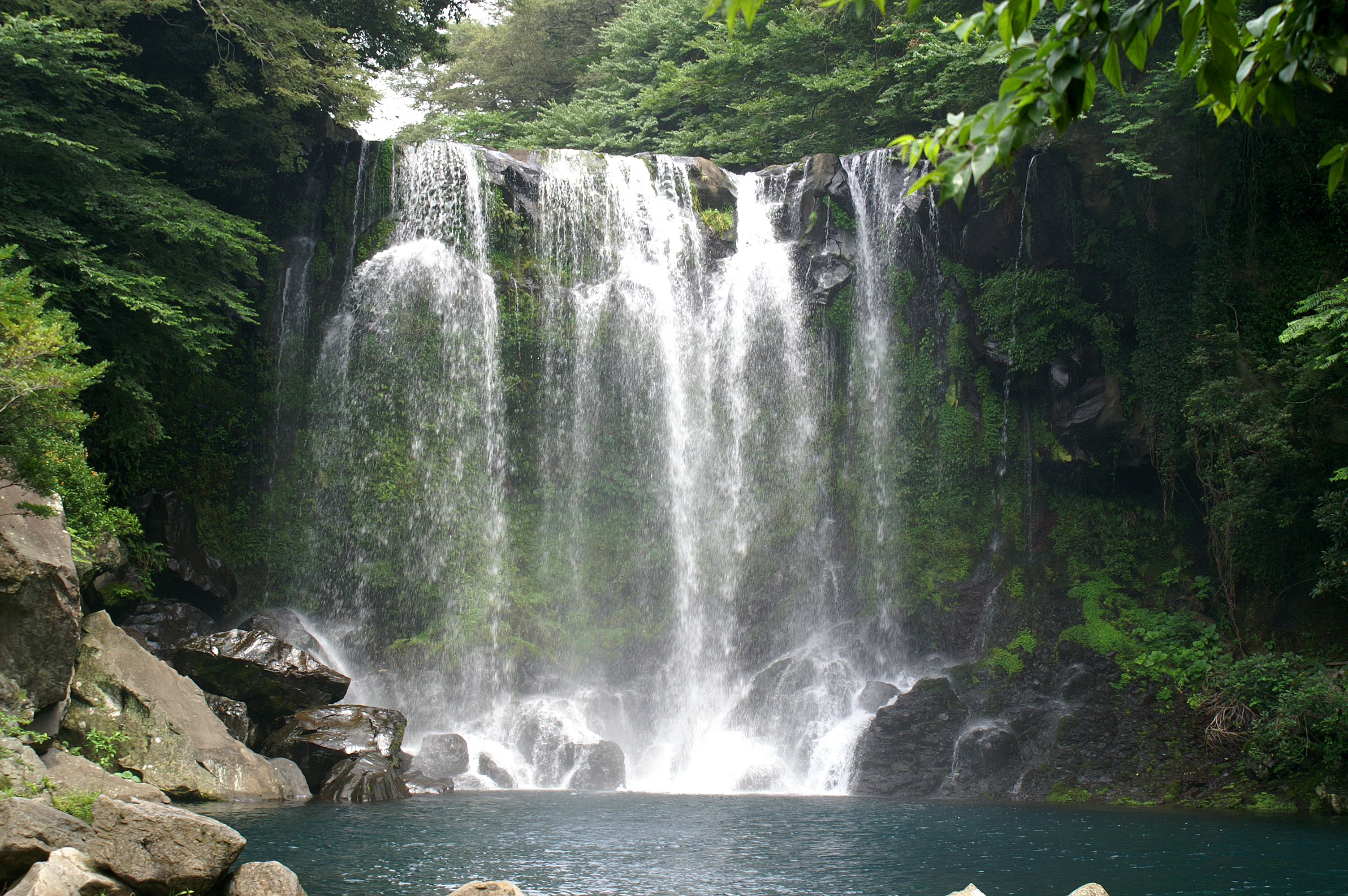
Водопад Чхонджеён

Остров Чеджу — ранее известный в Европе под именем Квельпарт — остров вулканического происхождения. Он образовался впоследствии нескольких вулканических извержений, случившихся за последние 1,2 миллиона лет. Состоит в основном из базальта (застывшей лавы).
На острове Чеджу расположен вулкан Халласан, появившийся 780 тысяч лет тому назад. Он имеет высоту 1947 метров и считается самой высокой горой Южной Кореи. К вершине Халласана восходит жерло вулкана. Ещё несколько паразитических кратеров расположены на его склонах и побережье. К настоящему времени вулкан считается потухшим, так как последнее извержение произошло 25 тысяч лет назад. На острове имеется также около 360 небольших потухших вулканов или кратеров. Многие из них являются популярными туристическими достопримечательностями.
Остров имеет протяженность примерно 73 километра с востока на запад и 41 километр с севера на юг.
К югу от Чеджу расположены малые острова Марадо и Удо.
Во время оледенений плейстоцена понизился уровень Мирового океана, обнажив сухопутные коридоры, соединившие Чеджудо с Корейским полуостровом и Японией. По ним осуществлялись миграции животных и растений.
С 2007 года уникальная природа острова находится под охраной ЮНЕСКО как объект Всемирного наследия «Вулканический остров Чеджудо и его лавовые трубки».

### Климат
Климат на острове — субтропический муссонный, более тёплый, чем в остальной Корее. Чеджудо обогревается водами Тихого океана, но наиболее мощные притоки сибирского холода зимой способны вызвать заморозки. Основные климатические характеристики для низменной части острова были рассчитаны в 1971—2000 гг.
- Среднегодовая температура воздуха — +16 °С.
- Зима тёплая, точнее её нет как сезона. В январе термометры показывают в среднем +6 °С.
- Лето жаркое и душное. Самый тёплый месяц — август со средней температурой +26 °С.
- За год выпадает от 1200 мм осадков на западе острова до 1800 мм на его юго-востоке, на склонах вулкана — ещё больше.
- Сумма осадков за календарную зиму — от 120 до 200 мм. Помимо дождя, иногда идёт снег.
- За календарное лето в разных частях острова выпадают от 500 до 800 мм осадков.
- Среднегодовая скорость ветра составляет от 2,5 до 6,8 м/с, и это означает, что здесь ветры сильнее, чем в остальных частях страны. В особенности ветер набирает обороты в горной местности, а слабее всего он в районе города Согвипхо[17].
- Зима ветреная. Летом ветер уменьшается, но в редкие дни возможны выходы тайфунов.
- Среднемесячная температура воды в море, восточнее Чеджудо, повышается от +13 °С в марте до +27 °С в августе[18].

### Растительность
Чеджудо — единственная провинция Южной Кореи, полностью соответствующая критериям влажных субтропических ландшафтов.
Пояс вечнозелёных лесов занят сельскохозяйственными угодьями и населёнными пунктами. Леса покрывают гораздо меньшую площадь на невостребованных (плохих) почвах. Многие из них — вторичные, за исключением рощи торреи орехоносной, которой несколько сотен лет. В средней и верхней частях Халласана располагается крупный зелёный массив, состоящий из листопадных, смешанных и хвойных лесов; на вершине вулкана — ковры из рододендронов, других кустарников и трав. Они охраняются национальным парком «Халласан».
Некоторые аборигенные для Кореи растения сохранились только на острове Чеджу. Это коричник камфорный, восковница красная, элеокарпус лесной, дистилиум кистевидный, рододендрон (R. weyrichii), перец (P. kadsura), стефания японская. Очень редка михелия сжатая.
|                          |  |                  |  |                 |  |                         |  |                |
| Кринум азиатский (трава) |  | Камелия японская |  | Гибискус Хамабо |  | Снежноцвет притупленный |  | Махил Тунберга |

В субтропических лесах наиболее обычны: вечнозелёные дубы, кастанопсис Зибольда, лавровые, каркас китайский, стиракс японский, клён дланевидный и маллотус японский. Кампанию им составляют: альбиция, идезия многоплодная, дендропанакс, фотиния, ардизия, аукуба, фикус, трахелоспермум азиатский и прочие.
В национальном парке «Халласан» распространены: листопадные дубы, клёны, грабы, стиракс, волчелистник крупноножковый, падубы и саза. Ещё встречаются: мелиосма, кизил японский, сакура, берёза, симплокос, гортензия, эускафис японский, актинидия и многие другие. Среди хвойных деревьев и кустарников растут пихты корейская и цельнолистная, тис, сосны и можжевельник.
В городском озеленении, садах и лесных плантациях используются растения, завезённые из других стран. Некоторые из них одичали на острове, например: саговник поникающий, криптомерия, подокарп, банан, глициния, мыльное дерево… Выращиваются мандарины и местная хурма.

### Животный мир

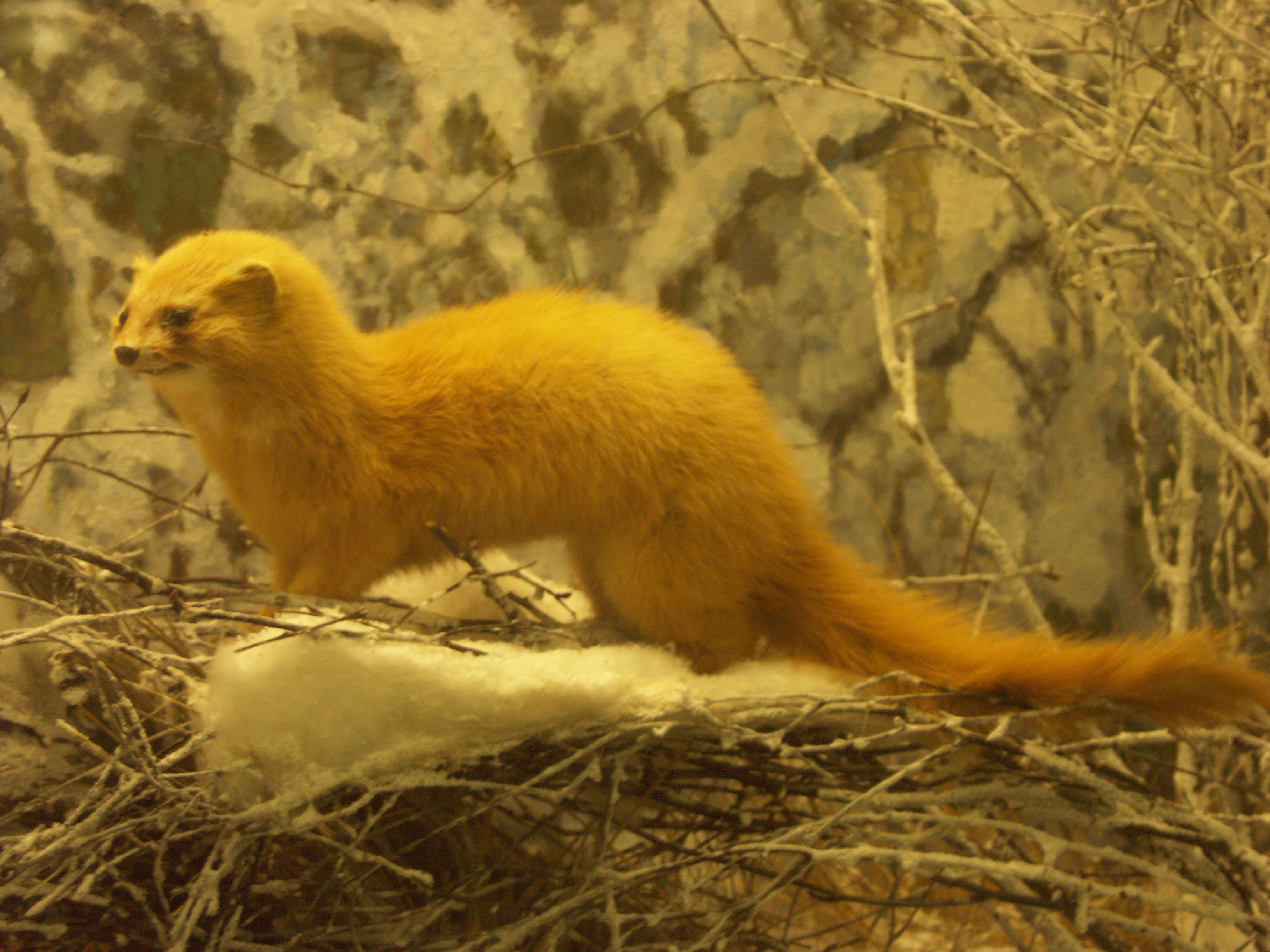
Колонок

Остров Чеджудо населяют 28 видов млекопитающих. Здесь обитают сибирская косуля, барсук, колонок, мышевидные грызуны, белозубки и летучие мыши, включая нетопырей. Ещё в древности с острова исчезли медведи. В XX веке деятельность человека привела к гибели кабанов, пятнистых оленей и леопардовых кошек. Кабаны и олени позднее снова заселили дикую природу острова. На остров завезены: лиса, обыкновенная белка, бурундук и нутрия. В Чеджудо нет распространённых в Корее харзы, водяного оленя и корейского зайца.
Среди сухопутных змей встречаются: уссурийский щитомордник, китайская шарнирнозубая змея, узорчатый полоз, тигровый и японский ужи. Водятся ящерицы: корейский сцинк (Scincella vandenburghi) и корейская долгохвостка. Из США завезена красноухая черепаха.
Земноводные представлены: корейским углозубом (Hynobius quelpaertensis), дальневосточной квакшей, дальневосточной жерлянкой, дальневосточной бычьей лягушкой и бурой лягушкой (Rana uenoi).

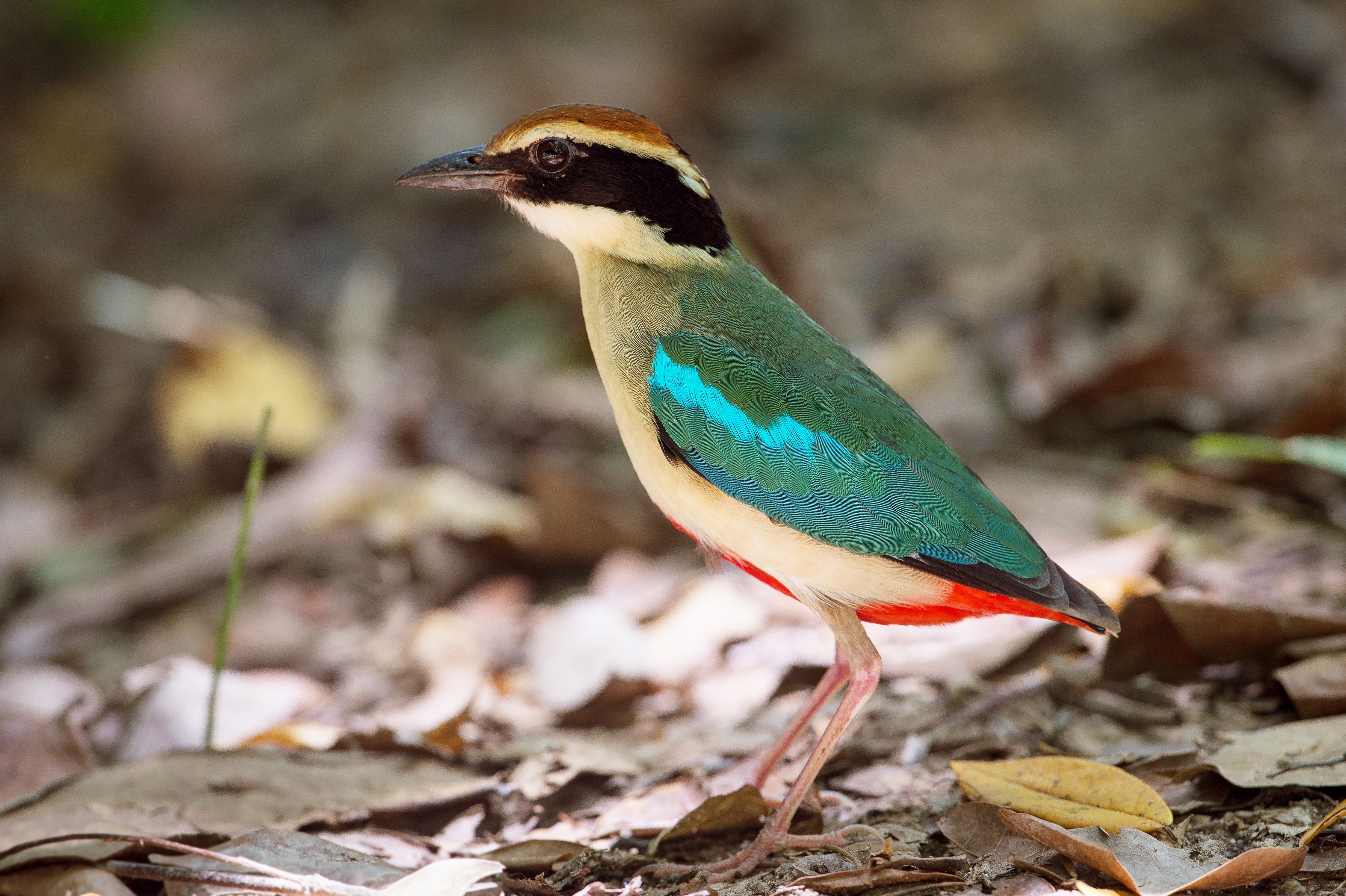
Питта-нимфа

На острове встречаются различные виды птиц: сапсан, белоспинный дятел, обыкновенный фазан, японская белоглазка, малая кукушка… Рядом с человеком живут: воробьи, синицы, вороны, сороки и ласточки. На фоне остальных птиц выделяются своей окраской: питта-нимфа, синий каменный дрозд, чёрная райская мухоловка и желтоспинная мухоловка. С водой связаны следующие виды: малая колпица, серая и восточная рифовая цапли, аисты, бакланы, гуси, утки, бекасы и чайки.
Характерны крупные экзотичные бабочки: графиум (Graphium sarpedon), бианор, ксут, данаида сита… На острове найдены: цикады, богомолы, стрекозы, муравей-древоточец, термиты, жужелицы и сколопендра.
Чеджудо богат рыбой. В одной только приливной зоне водятся 76 видов, включая полосатый микрокант. Пользуются спросом: японский терпуг, кефали, японский анчоус и прочие промысловые рыбы.

## Галерея

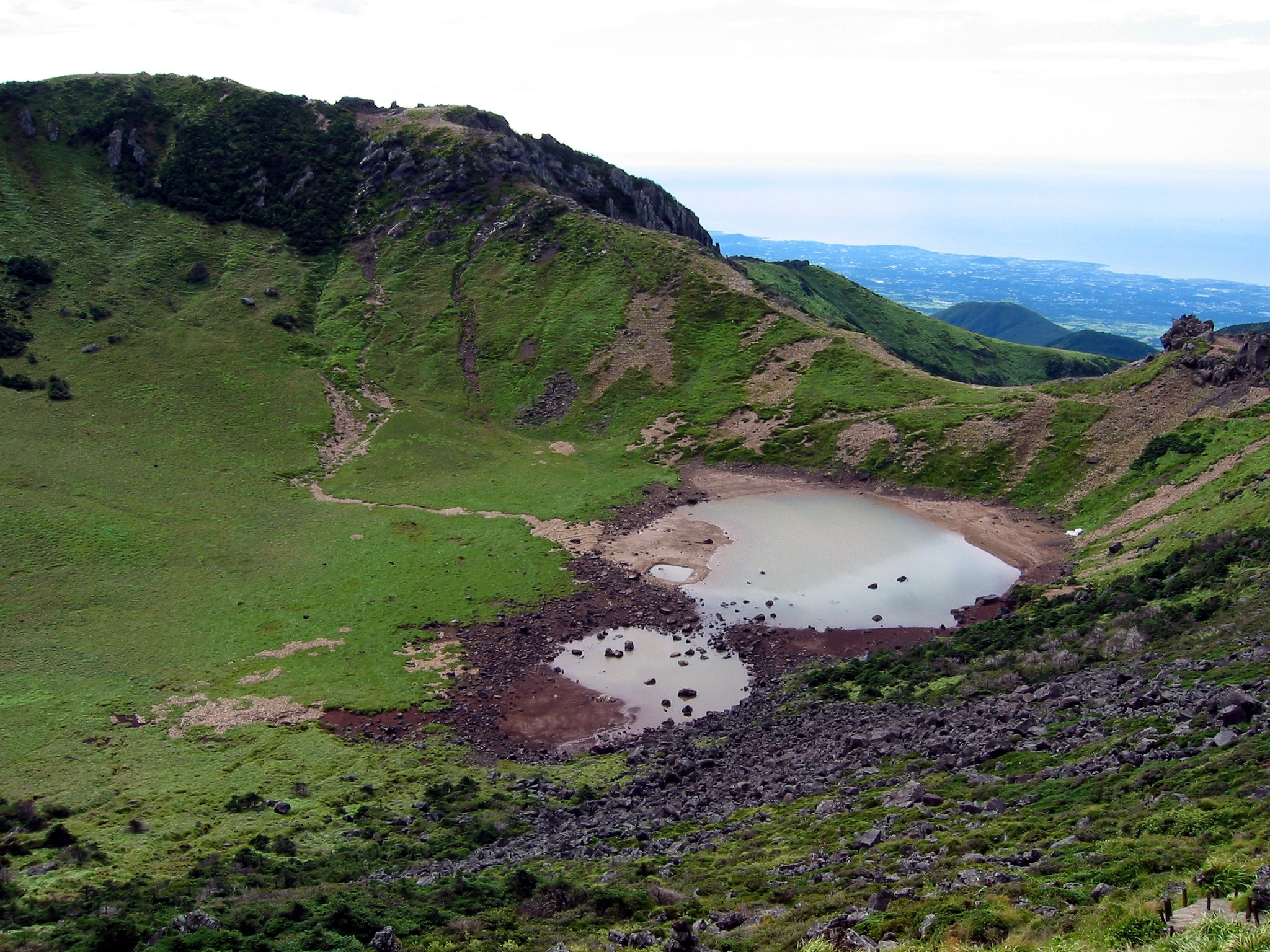
Пэнноктам в Халласане
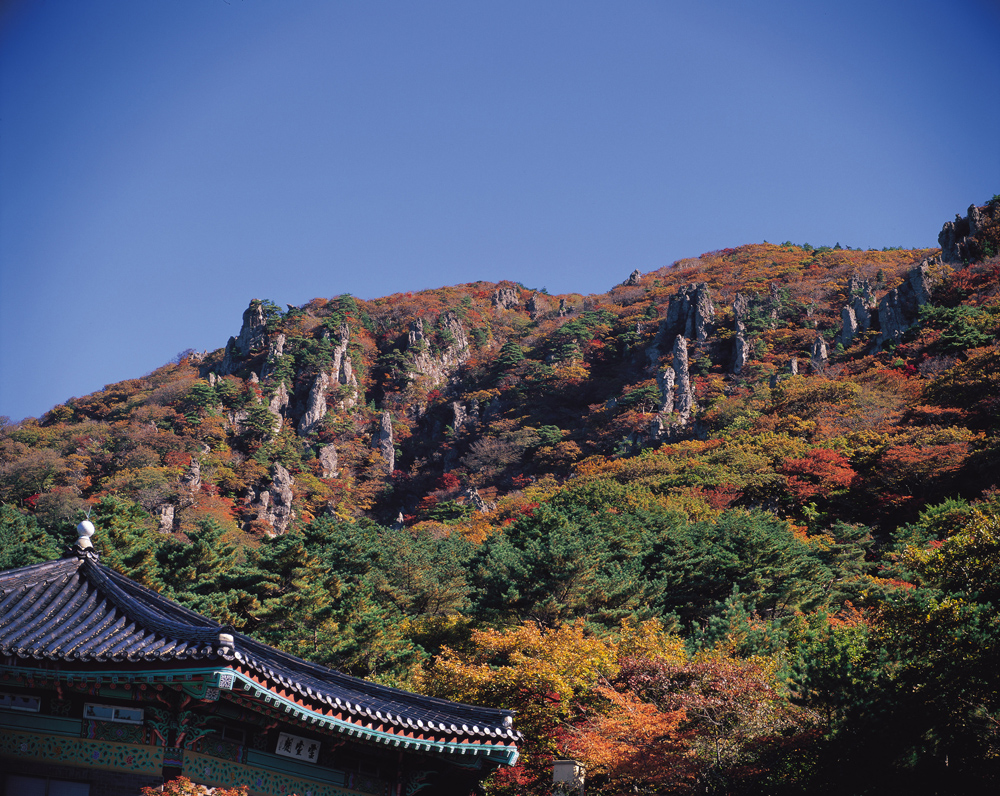
Горы на Чеджу
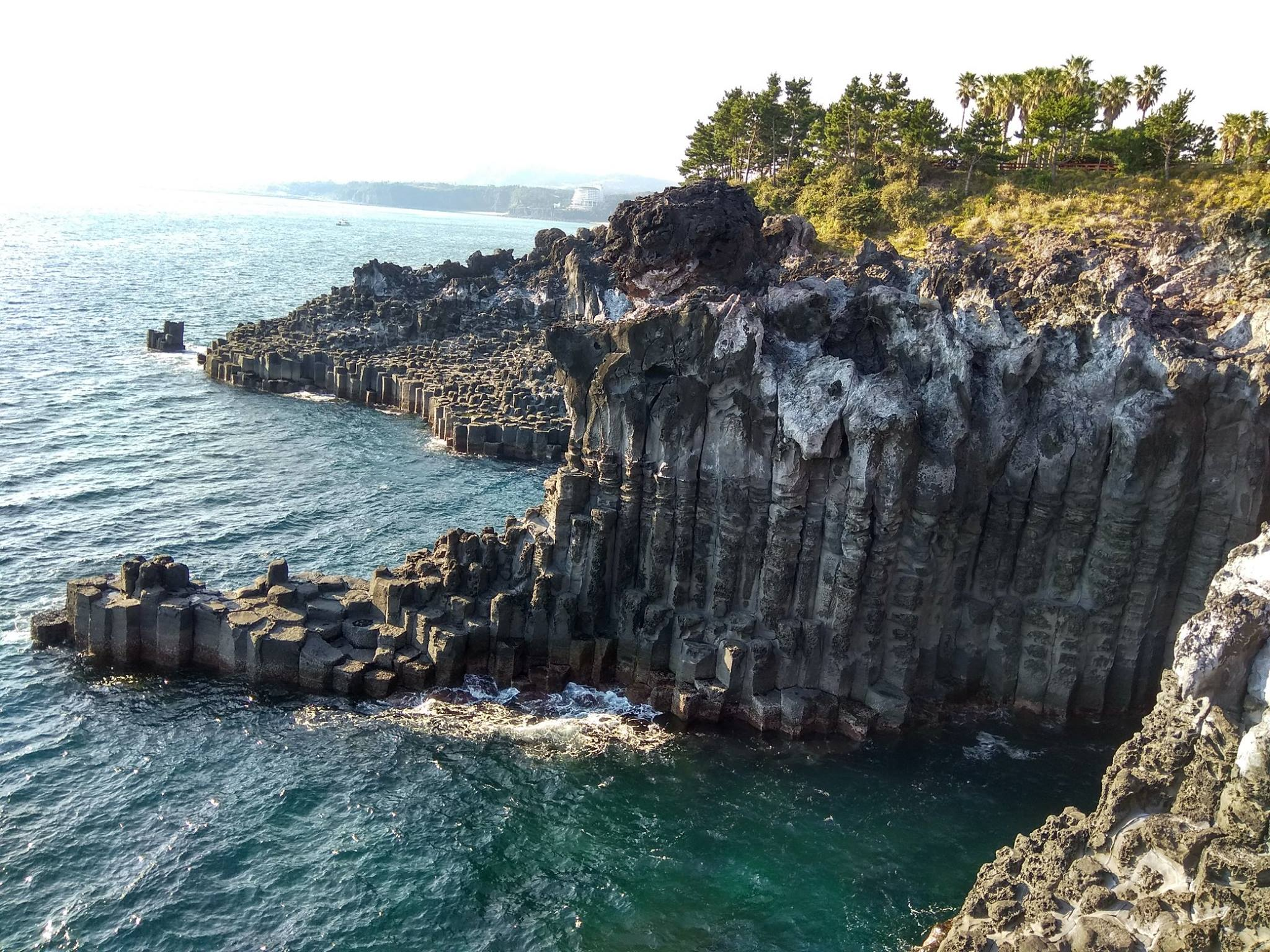
Скала Чусанчолли
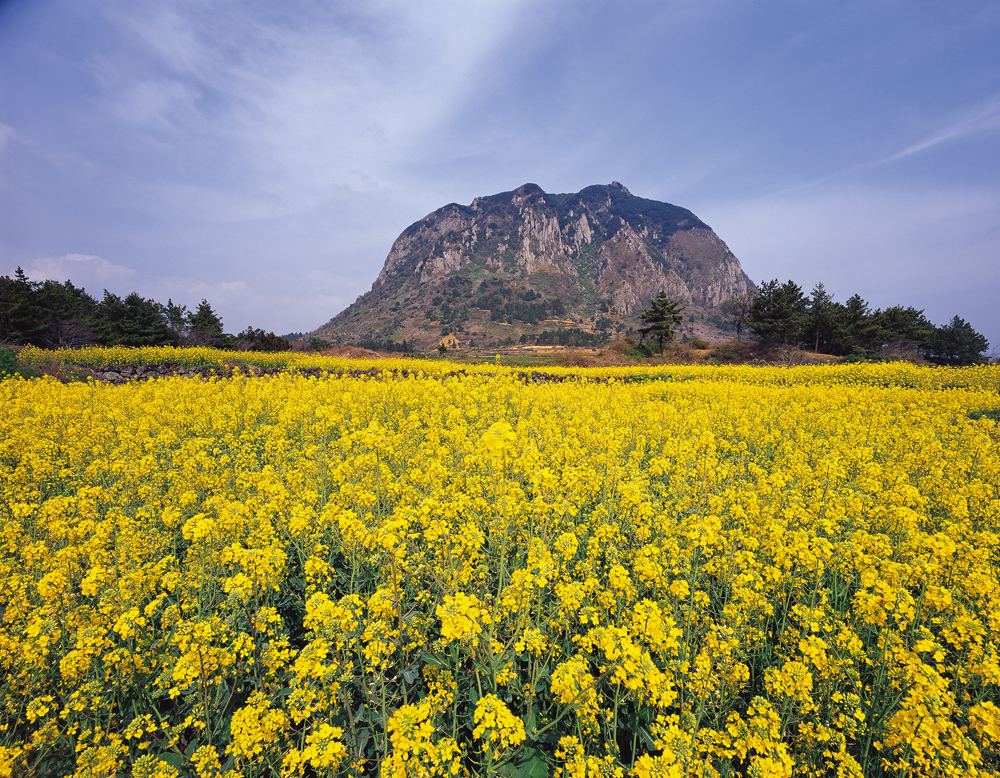
Гора Санбансон
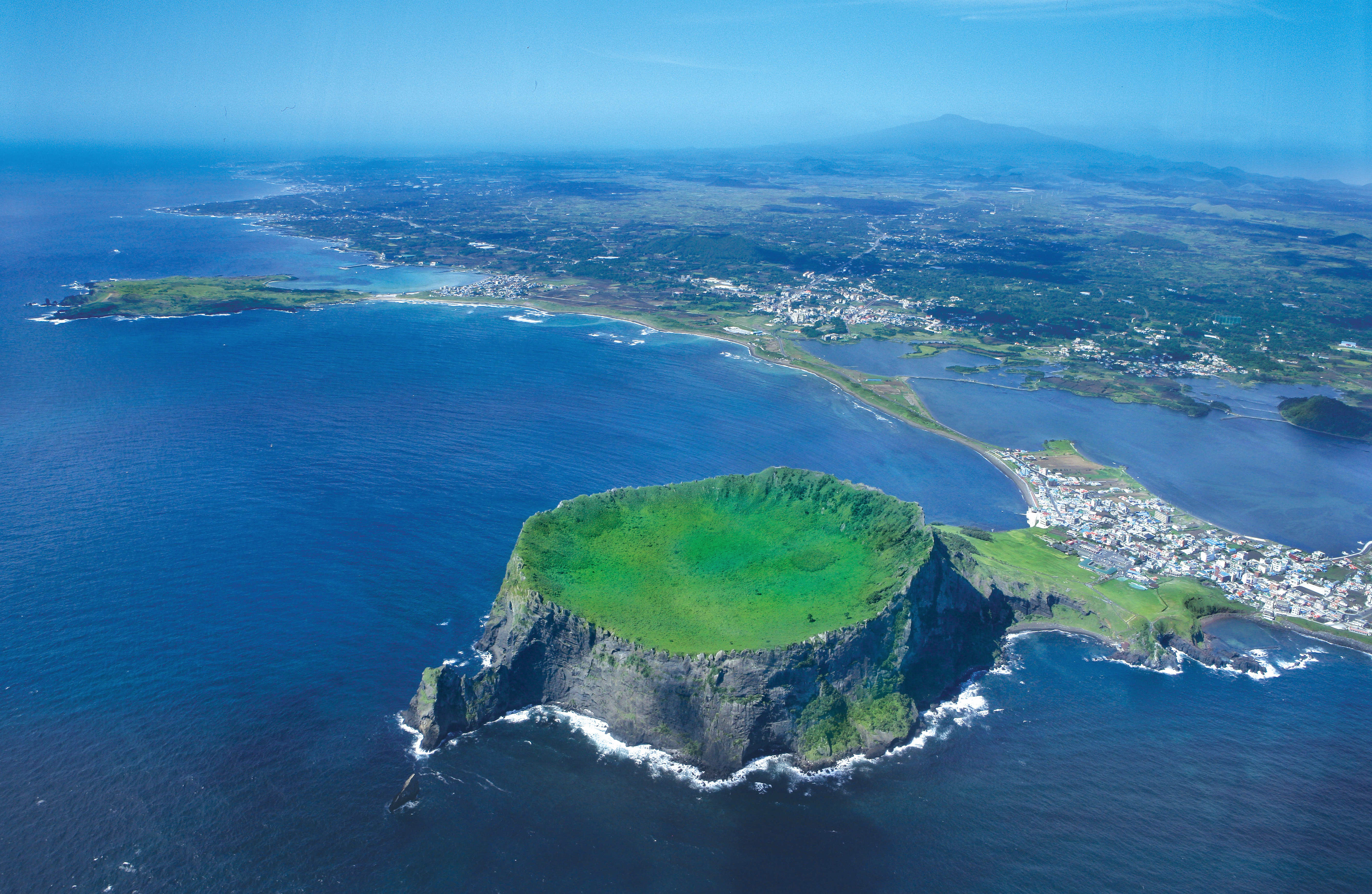
Сонсон-Ильчульбон
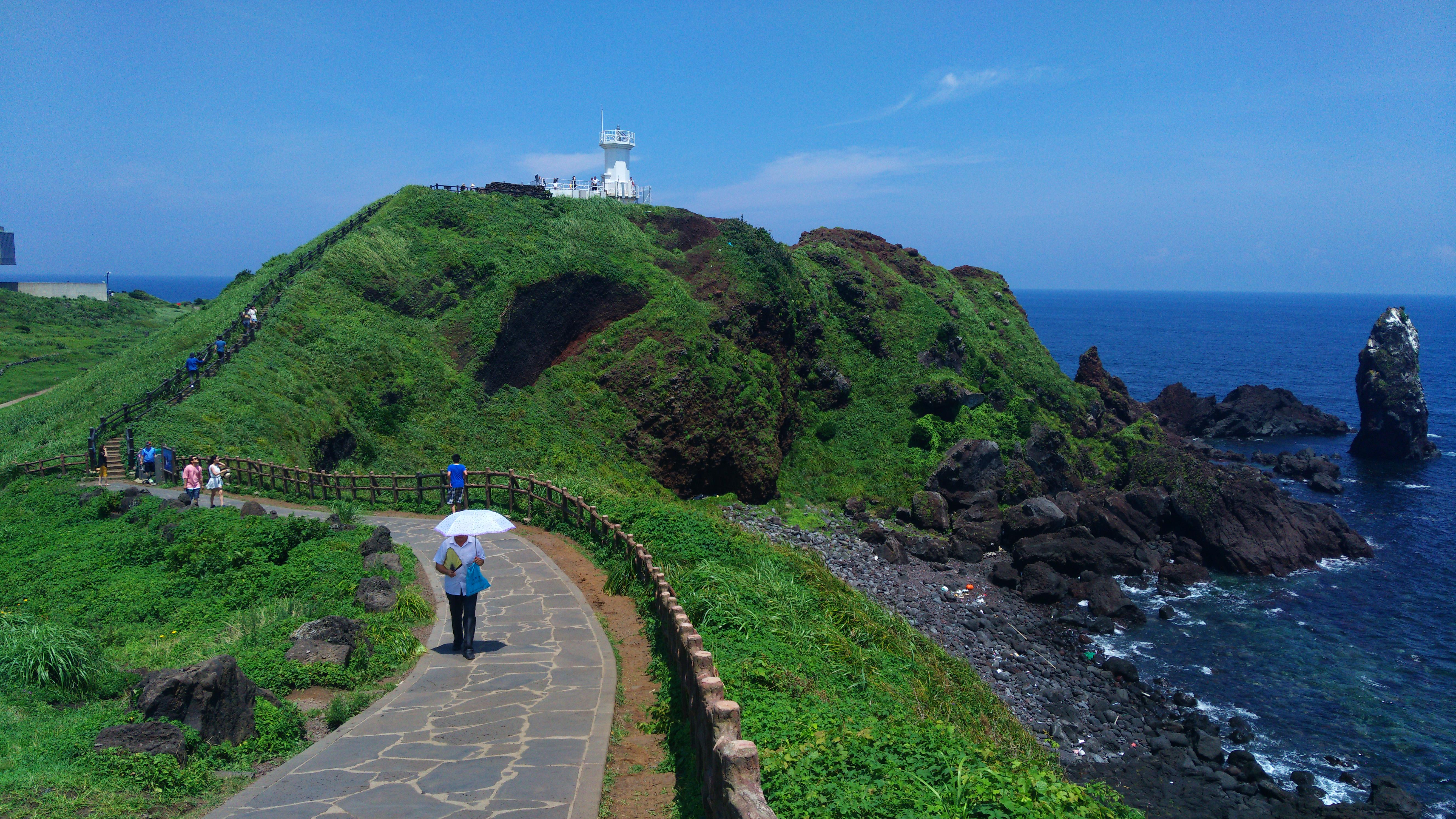
Сопчикоджи
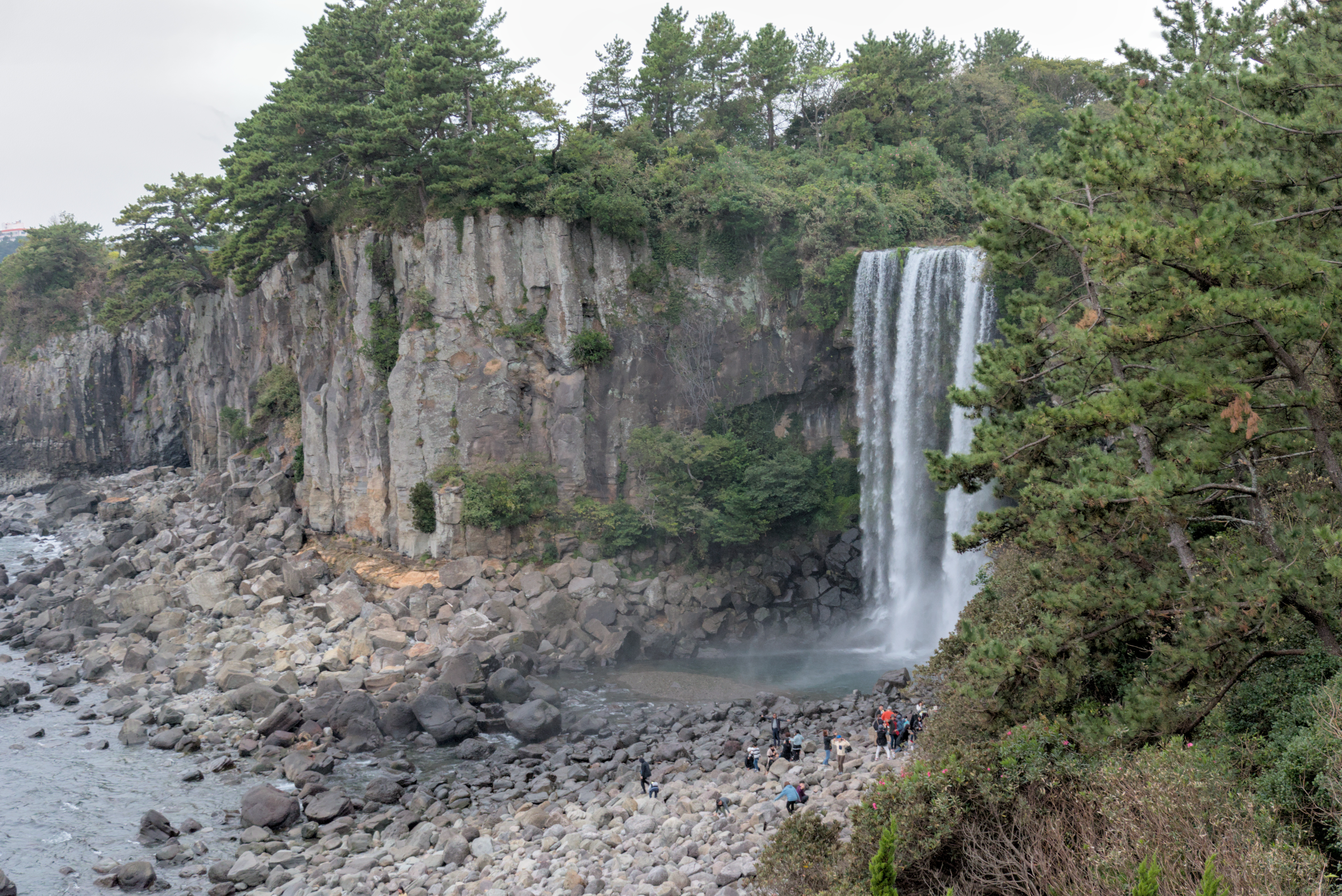
Водопад Чонбан
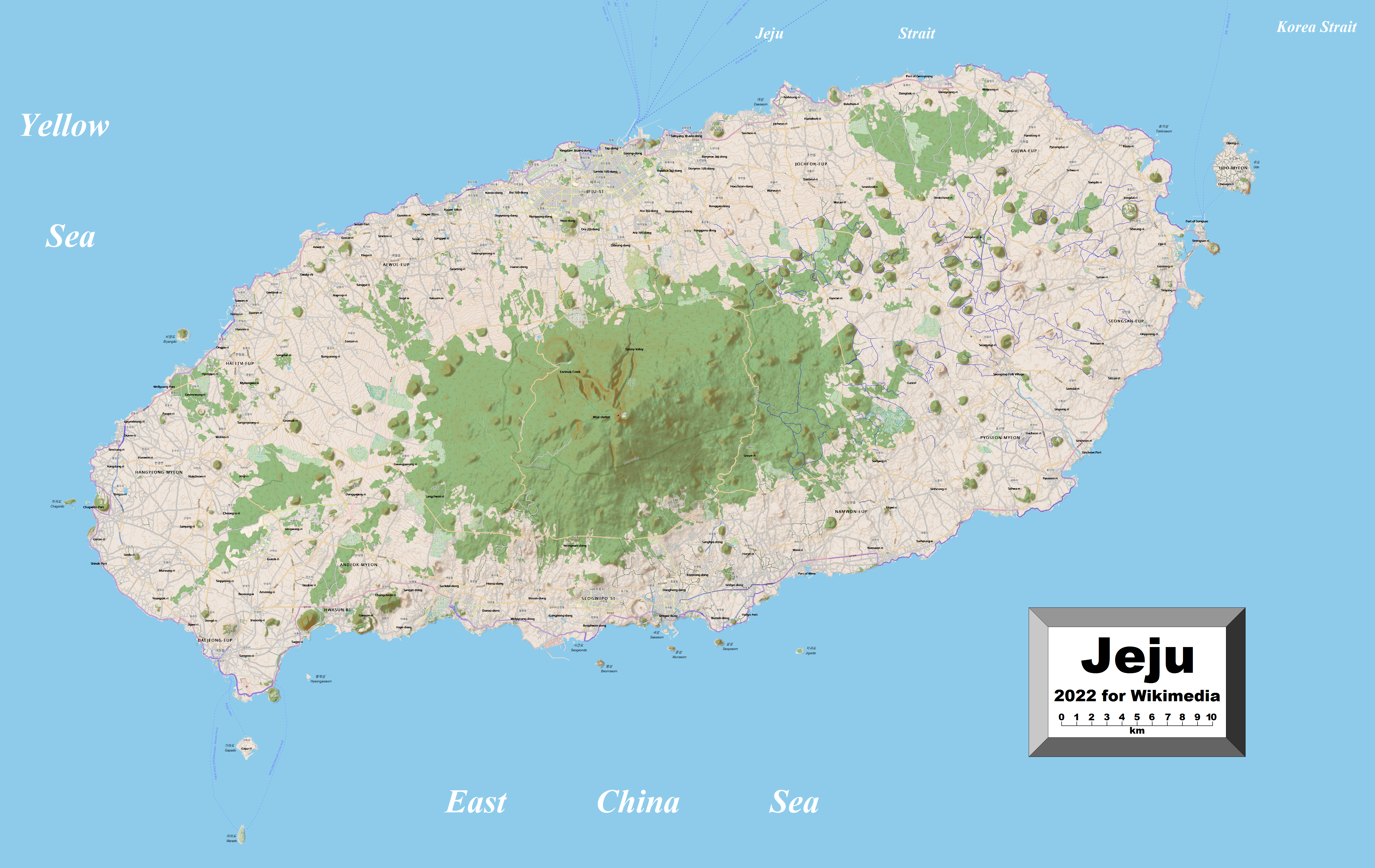
Подробная карта острова Чеджу (англ.)